# USS Bailey (DD-492)
DD 492 Bailey (Корабль соединённых штатов Бэйли) — американский эсминец типа Benson.
Заложен на верфи Bethlehem Steel, Staten IS 29 января 1941 года. Спущен 19 декабря 1941 года, вступил в строй 11 мая 1942 года.
Выведен в резерв 2 мая 1946 года. Из ВМС США исключён 1 июня 1968 года.
4 ноября 1969 года потоплен как цель близ побережья Флориды.